# Hezjod

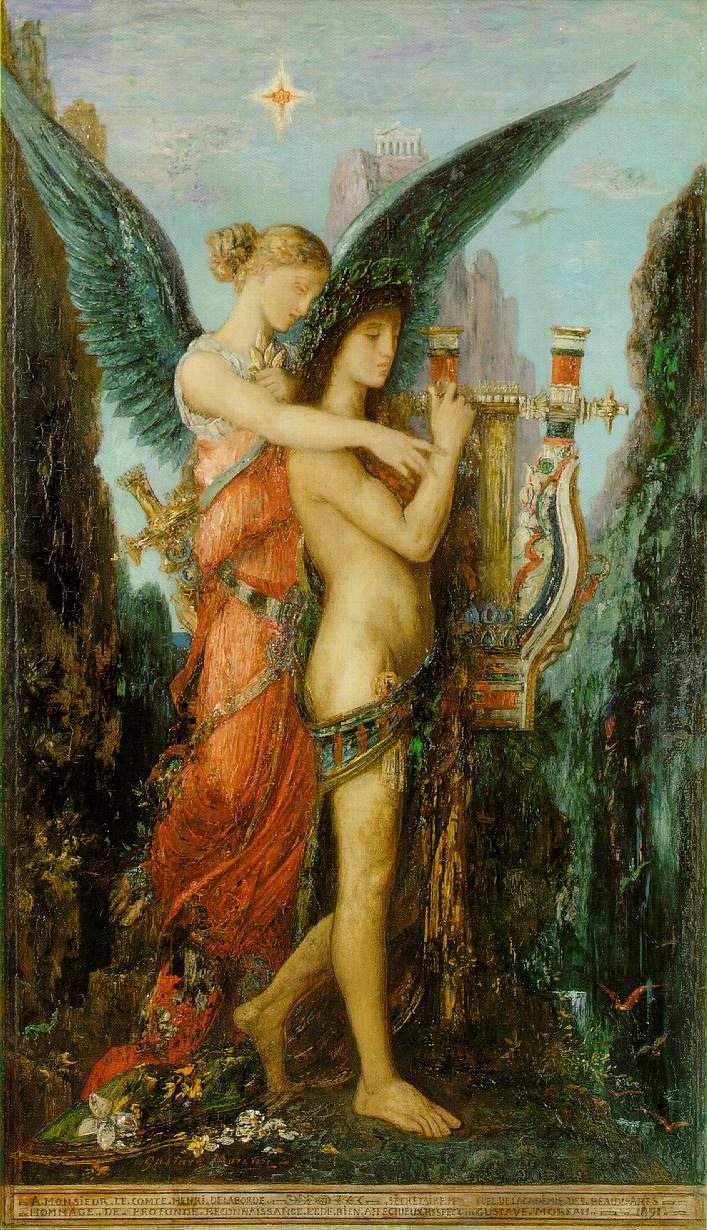
Hezjod i muza Melpomena w lesie, Gustave Moreau

Hezjod (gr. Ἡσίοδος, Esiodos) z Beocji – epik grecki. Przypuszczenia co do daty jego narodzin wahają się od 850 do 700 p.n.e. (raczej bliżej tej drugiej daty, o czym informuje filolog aleksandryjski Arystarch z Samotraki). Jego imię tłumaczy się jako „ten, co wysyła pieśń”, co może świadczyć o fakcie, iż Hezjod należał do grona aojdów. Jest pierwszym w historii literatury poetą, o którego życiu wiadomo dzięki umieszczeniu poszczególnych faktów we własnych dziełach.

## Życiorys
Był synem emigranta, Greka z eolskiej Cyme w Azji Mniejszej, który parał się kupiectwem. Jego ojciec przesiedlił się przez morze i osiadł w Askrze u podnóży Helikonu w Beocji, gdzie założył niewielkie gospodarstwo na nieurodzajnej ziemi.
Poeta pasał trzody na stokach Helikonu i tam – jak sam pisze – miał pierwsze poetyckie objawienie, którego efektem miały być Narodziny bogów (gr. Theogonia). Być może – jak podaje Jerzy Łanowski – właśnie ten utwór wykonał jako aojda podczas agonu (konkursu śpiewaczego) urządzonego przez władcę Chalkidy Ganyktora na wyspie Eubei z okazji igrzysk pogrzebowych ku czci ojca królewskiego – Amfidamasa. W nagrodę otrzymał spiżowy trójnóg.
Miał brata Persesa. Po śmierci ojca wyniknął między nimi spór o podział schedy, rozstrzygnięty przez basileusów – miejscowych urzędników. Według Hezjoda ich postanowienie było niesprawiedliwe i podyktowane przekupstwem, jakiego dopuścił się Perses. Przegrana w procesie była impulsem do stworzenia poematu Prace i dni (gr. Érga káj heméraj).

## Hezjod a Homer
Grecy uważali Hezjoda za najwybitniejszego po Homerze epika, niektórzy nawet stawiali go przed Homerem ze względu na przesłania moralne twórczości beockiego autora.
Świadectwem tego jest utwór Spór Homera z Hezjodem (gr. Agón Homéru káj Hesiódu), autorstwa Panedesa czy też Daneoesa, w którym obaj poeci brali udział w agonie ku czci Amfidamasa. Król oddał w tym sporze pierwszeństwo Hezjodowi, z uwagi na to, iż ten był piewcą pracy, a nie przelewu krwi. Historia tego konkursu to legenda, a tzw. „sąd Panedesa” (lub „sąd Daneoesa”) stał się przysłowiowym określeniem głupiego rozstrzygnięcia.
Obaj epicy często przedstawiali bogów jako okrutnych intrygantów, co nie przeszło
bez echa. Zganił ich za to między innymi poeta-filozof Ksenofanes z Kolofonu, pisząc w VI w. p.n.e. w Szyderstwach (gr. Sílloj):
Wszystko to bogom przypisać ważyli się Homer i Hezjod,
co pośród ludzi za wstyd i za hańbę uchodzi ostatnią:
kraść, cudzołożyć i wzajem szalbierstwem godzić na siebie.

## Dzieła

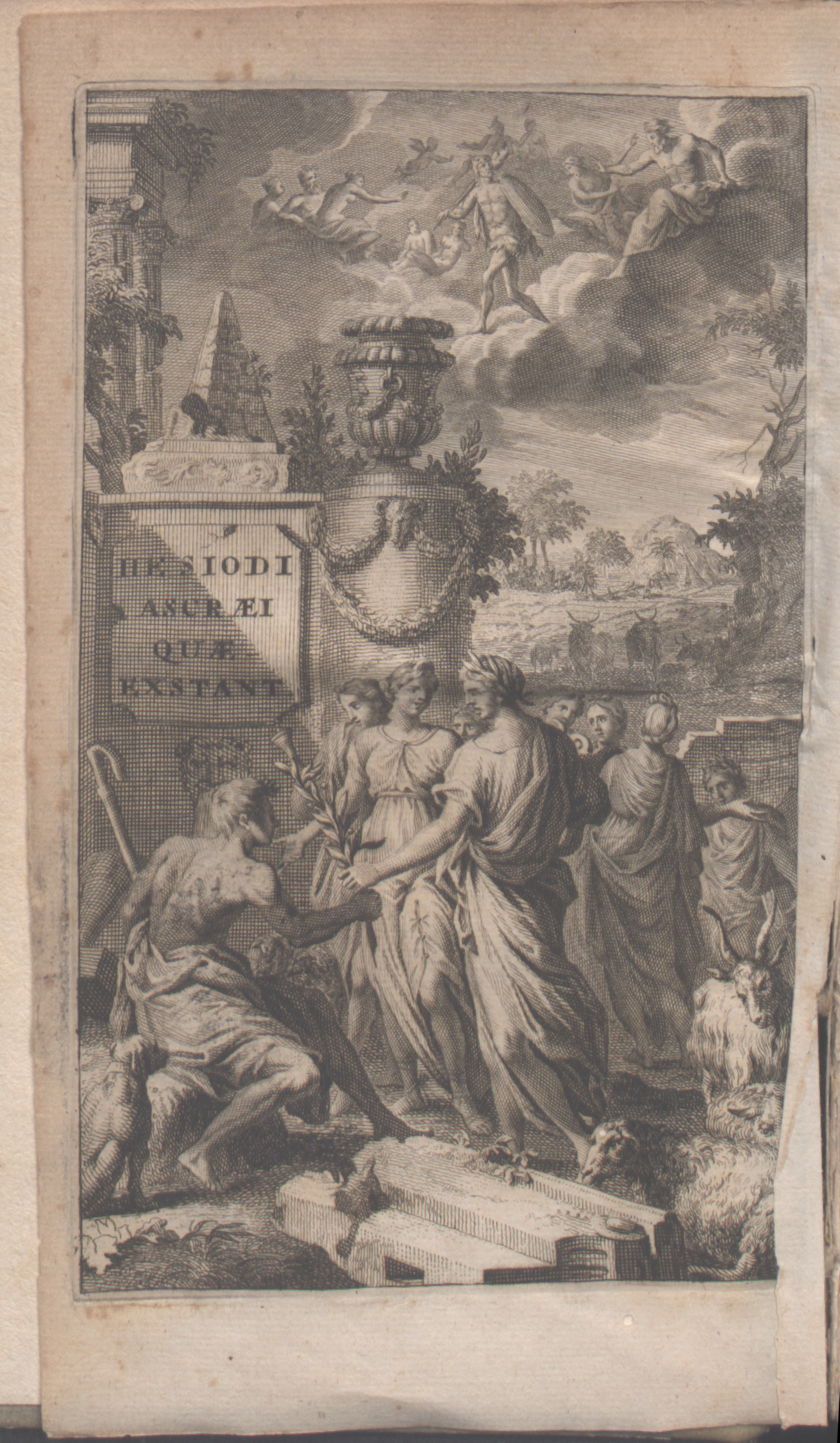
Hesiodi Ascraei quaecumque exstant, 1701

- Prace i dni (gr. Ἔργα καὶ Ἡμέραι, Érga káj heméraj) – epos dydaktyczny, w skład którego wchodzą kalendarz rolniczy i uwagi o charakterze moralizatorskim;
- Narodziny bogów (gr. Θεογονία, Theogonia) – epos kosmogoniczny o powstaniu bogów i początkach świata;
- Katalog niewiast (gr. Γυναικῶν Κατάλογος, Gynaikôn Katálogos) albo Ehoje (gr. Ἢοἷαι, Ehójaj) – epos genealogiczny opisujący dzieje matek greckich herosów;
- Tarcza (gr. Ἀσπὶς, Aspis) – poemat epicki o walce Heraklesa z Kyknosem;
- Rady Chejronowe (gr. Χείρωνος ὑποθῆκαι, Chéjronos hypothékaj) – dzieło przypisujące młodemu centaurowi i wychowawcy bohaterów zalecenia moralne;
- Melampodia (Μελαμποδία) – opowieść o mitycznym wieszczu Melampusie;
- Astronomia, Ornitomancja – opowieść o wróżbach z lotu ptaków;
- Wesele Keyksa.

Autorstwo ostatnich czterech nie jest potwierdzone, ale są one zbliżone stylem do Hezjodejskiej twórczości. Obecnie zachowały się jedynie szczątkowe fragmenty oraz tytuły tych dzieł.